# Крістіан Москера
Крістіан Ферней Москера Москера (ісп. Cristián Ferney Mosquera Mosquera; нар. 6 липня 1980, Медельїн, департамент Антіокія) — колумбійський борець вільного та греко-римського стилів, дворазовий чемпіон Південної Америки, триразовий срібний та триразовий бронзовий призер Панамериканських чемпіонатів, срібний та бронзовий призер Панамериканських ігор, чемпіон та дворазовий срібний призер Південноамериканських ігор, чемпіон, срібний та дворазовий бронзовий призер Центральноамериканських і Карибських ігор, дворазовий чемпіон, срібний та бронзовий призер Боліваріанських ігор з греко-римської боротьби, чемпіон Боліваріанських ігор з вільної боротьби.

## Життєпис
Боротьбою почав займатися з 1994 року. 
Виступав за борцівський клуб «Антіокія» Медельїн. Тренер — Давід Гутьєррес (з 1994).

## Спортивні результати на міжнародних змаганнях

### Виступи на Чемпіонатах світу
| Змагання                        | Збірна   | Вагова категорія                 | Місце |
| ------------------------------- | -------- | -------------------------------- | ----- |
| Чемпіонат світу з боротьби 2003 | Колумбія | греко-римська боротьба, до 84 кг | 32    |
| Чемпіонат світу з боротьби 2006 | Колумбія | греко-римська боротьба, до 84 кг | 30    |
| Чемпіонат світу з боротьби 2007 | Колумбія | греко-римська боротьба, до 84 кг | 32    |
| Чемпіонат світу з боротьби 2007 | Колумбія | греко-римська боротьба, до 96 кг | 32    |
| Чемпіонат світу з боротьби 2010 | Колумбія | греко-римська боротьба, до 84 кг | 32    |
| Чемпіонат світу з боротьби 2011 | Колумбія | греко-римська боротьба, до 84 кг | 32    |

### Виступи на Панамериканських чемпіонатах
| Змагання                                   | Збірна   | Вагова категорія                 | Місце  |
| ------------------------------------------ | -------- | -------------------------------- | ------ |
| Панамериканський чемпіонат з боротьби 2000 | Колумбія | греко-римська боротьба, до 76 кг | 5      |
| Панамериканський чемпіонат з боротьби 2001 | Колумбія | греко-римська боротьба, до 76 кг | 5      |
| Панамериканський чемпіонат з боротьби 2002 | Колумбія | греко-римська боротьба, до 84 кг | Срібло |
| Панамериканський чемпіонат з боротьби 2005 | Колумбія | греко-римська боротьба, до 84 кг | Бронза |
| Панамериканський чемпіонат з боротьби 2006 | Колумбія | греко-римська боротьба, до 84 кг | 8      |
| Панамериканський чемпіонат з боротьби 2007 | Колумбія | греко-римська боротьба, до 84 кг | Срібло |
| Панамериканський чемпіонат з боротьби 2008 | Колумбія | греко-римська боротьба, до 84 кг | Бронза |
| Панамериканський чемпіонат з боротьби 2009 | Колумбія | греко-римська боротьба, до 84 кг | Срібло |
| Панамериканський чемпіонат з боротьби 2012 | Колумбія | греко-римська боротьба, до 84 кг | Бронза |
| Панамериканський чемпіонат з боротьби 2013 | Колумбія | греко-римська боротьба, до 84 кг | 8      |
| Панамериканський чемпіонат з боротьби 2014 | Колумбія | греко-римська боротьба, до 85 кг | 5      |
| Панамериканський чемпіонат з боротьби 2015 | Колумбія | греко-римська боротьба, до 85 кг | 5      |

### Виступи на Панамериканських іграх
| Змагання                  | Збірна   | Вагова категорія                 | Місце  |
| ------------------------- | -------- | -------------------------------- | ------ |
| Панамериканські ігри 2003 | Колумбія | вільна боротьба, до 84 кг        | 7      |
| Панамериканські ігри 2011 | Колумбія | греко-римська боротьба, до 84 кг | Срібло |
| Панамериканські ігри 2015 | Колумбія | греко-римська боротьба, до 85 кг | Бронза |

### Виступи на Чемпіонатах Південної Америки
| Змагання                                    | Збірна   | Вагова категорія                 | Місце  |
| ------------------------------------------- | -------- | -------------------------------- | ------ |
| Чемпіонат Південної Америки з боротьби 2013 | Колумбія | греко-римська боротьба, до 84 кг | Золото |
| Чемпіонат Південної Америки з боротьби 2016 | Колумбія | греко-римська боротьба, до 85 кг | Золото |

### Виступи на Південноамериканських іграх
| Змагання                       | Збірна   | Вагова категорія                 | Місце  |
| ------------------------------ | -------- | -------------------------------- | ------ |
| Південноамериканські ігри 2006 | Колумбія | греко-римська боротьба, до 85 кг | Золото |
| Південноамериканські ігри 2010 | Колумбія | греко-римська боротьба, до 85 кг | Срібло |
| Південноамериканські ігри 2014 | Колумбія | греко-римська боротьба, до 85 кг | Срібло |

### Виступи на Центральноамериканських і Карибських іграх
| Змагання                                                | Збірна   | Вагова категорія                 | Місце  |
| ------------------------------------------------------- | -------- | -------------------------------- | ------ |
| Центральноамериканські і Карибські ігри 2006            | Колумбія | греко-римська боротьба, до 84 кг | Бронза |
| Центральноамериканські і Карибські ігри 2010 (Маягуес)  | Колумбія | греко-римська боротьба, до 84 кг | Золото |
| Центральноамериканські і Карибські ігри 2014 (Сан-Хуан) | Колумбія | греко-римська боротьба, до 85 кг | Срібло |
| Центральноамериканські і Карибські ігри 2014 (Сан-Хуан) | Колумбія | вільна боротьба, до 86 кг        | 7      |
| Центральноамериканські і Карибські ігри 2014 (Веракрус) | Колумбія | греко-римська боротьба, до 85 кг | Бронза |

### Виступи на Боліваріанських іграх
| Змагання                 | Збірна   | Вагова категорія                 | Місце  |
| ------------------------ | -------- | -------------------------------- | ------ |
| Боліваріанські ігри 2001 | Колумбія | греко-римська боротьба, до 76 кг | Золото |
| Боліваріанські ігри 2005 | Колумбія | греко-римська боротьба, до 84 кг | Срібло |
| Боліваріанські ігри 2009 | Колумбія | греко-римська боротьба, до 84 кг | Золото |
| Боліваріанські ігри 2009 | Колумбія | вільна боротьба, до 84 кг        | Золото |
| Боліваріанські ігри 2013 | Колумбія | греко-римська боротьба, до 84 кг | Бронза |

### Виступи на інших змаганнях
| Змагання                                                               | Збірна   | Вагова категорія                 | Місце  |
| ---------------------------------------------------------------------- | -------- | -------------------------------- | ------ |
| Олімпійський кваліфікаційний турнір з боротьби 2004 (Ташкент)          | Колумбія | греко-римська боротьба, до 84 кг | 8      |
| Олімпійський кваліфікаційний турнір з боротьби 2008 (Роме-Остія)       | Колумбія | греко-римська боротьба, до 84 кг | 22     |
| Олімпійський кваліфікаційний турнір з боротьби 2012 (Кіссіммі-Орландо) | Колумбія | греко-римська боротьба, до 84 кг | Бронза |
| Гран-прі Іспанії з боротьби 2012                                       | Колумбія | греко-римська боротьба, до 96 кг | Бронза |
| Олімпійський кваліфікаційний турнір з боротьби 2016 (Фріско)           | Колумбія | греко-римська боротьба, до 85 кг | Бронза |